# Shawn Mendes
Shawn Mendes, all'anagrafe Shawn Peter Raul Mendes (Toronto, 8 agosto 1998), è un cantautore, musicista e modello canadese.

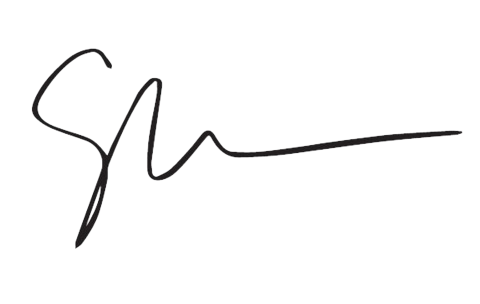
Firma di Shawn Mendes

Shawn Mendes ha iniziato ad avere un certo seguito nel 2013, pubblicando cover di brani sull'applicazione di condivisione video Vine. L'anno seguente, ha attirato l'attenzione del manager Andrew Gertler e della Island Records, che lo ha portato a firmare un contratto con l'etichetta discografica. Da allora ha pubblicato cinque album in studio, ha intrapreso tre tour mondiali e ha ricevuto numerosi premi.
Mendes ha pubblicato il suo omonimo EP di debutto (2014) e il suo album di debutto in studio Handwritten (2015), il cui singolo Stitches ha raggiunto la vetta nel Regno Unito e la top ten negli Stati Uniti e in Canada. Ha quindi pubblicato il suo secondo album in studio Illuminate (2016), accompagnato dai singoli di successo Treat You Better e There's Nothing Holdin' Me Back. Il suo eponimo terzo album in studio (2018) è stato supportato dal singolo In My Blood. Tutti e tre gli album hanno debuttato in cima alla Billboard 200, con il primo che ha reso Mendes uno dei cinque artisti che hanno debuttato al primo posto prima dei 18 anni e il terzo che lo ha reso il terzo artista più giovane a raggiungere la vetta di tre album al primo posto.
Nel 2017, Mendes è diventato il primo artista a raggiungere il traguardo di tre singoli numero uno nella classifica Billboard Adult Contemporary. Nel 2018, è diventato il primo artista a raggiungere quattro singoli numero 1 nella classifica degli Adult Pop Songs prima dei 20 anni. Nel 2019, ha pubblicato i singoli di successo If I Can't Have You e Señorita: quest'ultimo, realizzato assieme alla cantante Camila Cabello, è diventato il suo primo singolo alla vetta della Billboard Hot 100. 

## Biografia
Shawn nasce e cresce a Pickering da Manuel Mendes, imprenditore portoghese originario dell'Algarve, e Karen Rayment, agente immobiliare inglese. Ha una sorella più giovane che si chiama Aaliyah Maria Mendes, nata il 15 settembre del 2003.
Shawn frequenta la Pine Ridge Secondary School Dopo aver pubblicato alcune cover su YouTube, nel 2013 si iscrive su Vine ottenendo in pochi mesi oltre un milione di follower e di visualizzazioni. Nell'agosto 2014, diventa il terzo musicista più seguito di Vine.

## Carriera

### Gli esordi eHandwritten(2014-2015)
Nel 2014 viene notato dal manager statunitense Andrew Gertler, il quale lo convince a firmare un contratto con l'etichetta discografica Island Records. A giugno pubblicò poi il suo primo singolo, Life of the Party, divenendo il più giovane artista (15 anni) a finire nella top 25 della Billboard Hot 100 con un singolo di debutto, piazzandosi al 24º posto. Lo stesso anno Shawn va in tour come membro del MagCon Tour (Meet and Great Convention) assieme ad altri personaggi famosi dei social network. Shawn abbandona i Magcon e prende poi parte al tour nazionale di Austin Mahone. Nel settembre dello stesso anno collabora con la band The Vamps nell'album Meet The Vamps, dove partecipa in Oh Cecilia.
Shawn ottenne il successo mondiale con il singolo Stitches, il terzo estratto dall'album Handwritten (uscito il 14 aprile 2015). Il singolo, pubblicato il 5 maggio 2015, raggiunse la classifica delle migliori 10 canzoni della US Billboard Hot 100 e la prima posizione della classifica Pop Songs. Nel 2015 partecipa inoltre alle tappe nordamericane del 1989 World Tour di Taylor Swift, mentre alla fine dello stesso anno pubblica una canzone insieme alla futura fidanzata Camila Cabello, intitolata I Know What You Did Last Summer.

### L'affermazione e il successo conIlluminate(2016-2017)

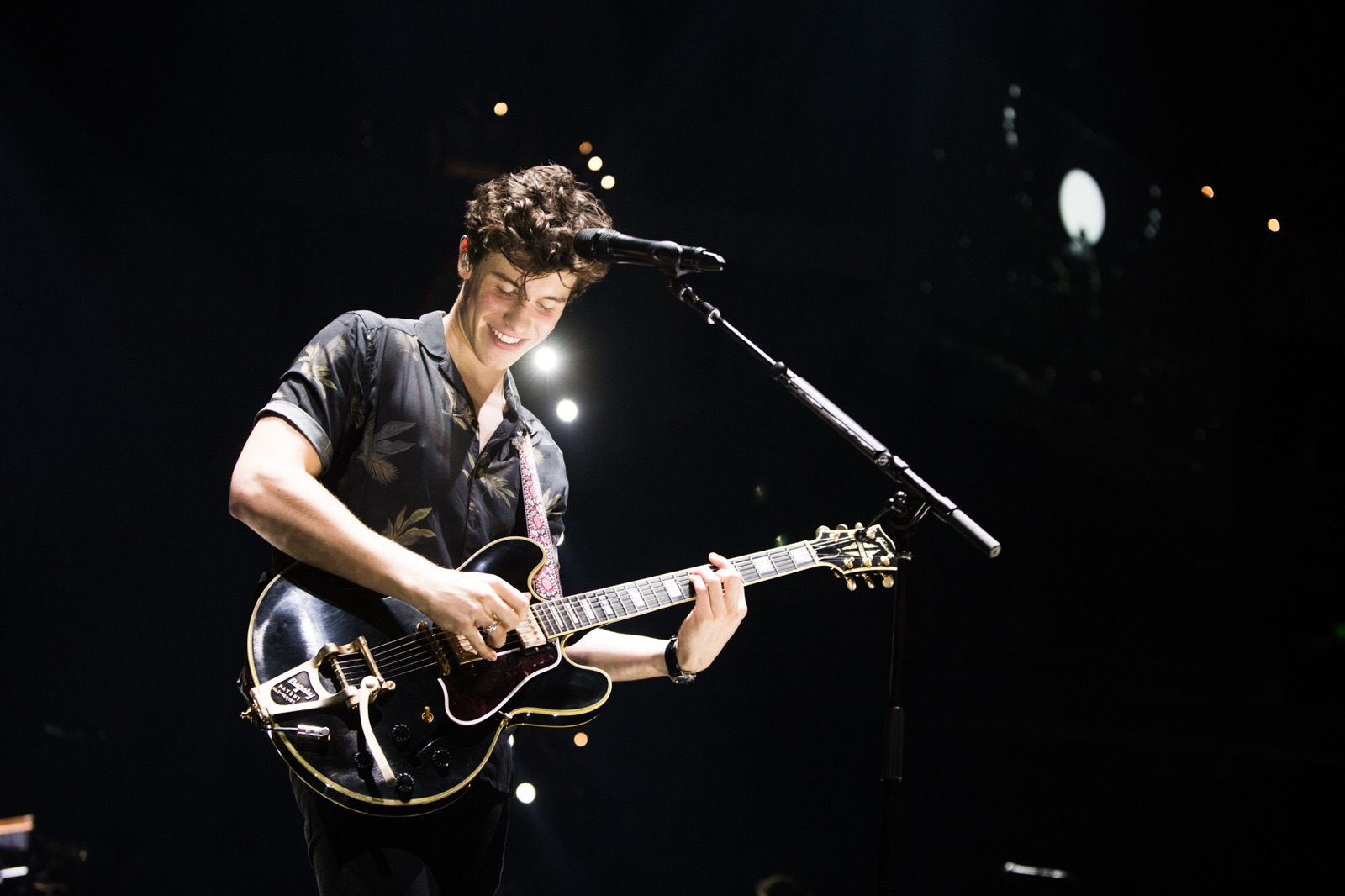
Mendes nel 2017

Il 3 giugno 2016 pubblica il singolo Treat You Better, il primo estratto dall'album in studio Illuminate; anch'esso raggiunge la classifica delle migliori 10 canzoni della US Billboard Hot 100 e neanche a un anno di pubblicazione il videoclip raggiunge un miliardo di visualizzazioni.
L'album ha esordito in vetta alla Billboard 200 vendendo 145,000 copie nella prima settimana. Nel 2016, riceve sei nomination agli MTV Europe Music Awards 2016 e la notte della cerimonia, svoltasi il 6 novembre a Rotterdam, Shawn si aggiudica i premi come miglior artista maschile e miglior artista mondiale.
Il 20 aprile 2017 è stato pubblicato il singolo There's Nothing Holdin' Me Back sul mercato internazionale, volto a promuovere l'edizione deluxe dell'album Illuminate, che ottiene il doppio disco di platino in Australia e in Italia e si piazza nei primi posti nelle classifiche dei singoli più venduti su iTunes in numerosi paesi, divenendo uno dei suoi brani più amati dalla critica e regalando al cantante la sua seconda numero uno nella classifica airplay USA Mainstream Top 40.
Il 29 settembre 2017 annuncia su Twitter l'inizio dei lavori per il suo terzo album. Shawn è stato poi candidato alla vittoria di 5 premi agli MTV Europe Music Awards 2017: la sera della cerimonia, MTV lo ha designato vincitore in quattro delle cinque categorie per le quali era stato nominato, due delle quali tra le più prestigiose dell'edizione: Miglior Artista, Miglior Canzone per There's Nothing Holdin' Me Back Biggest Fans e Best Canadian act. Sempre nel 2017, Mendes partecipa al revival del programma televisivo MTV Unplugged e pubblica un album live che include appunto le esibizioni eseguite in questa sede.

### Shawn Mendese il colossaleShawn Mendes: The Tour(2018-2019)

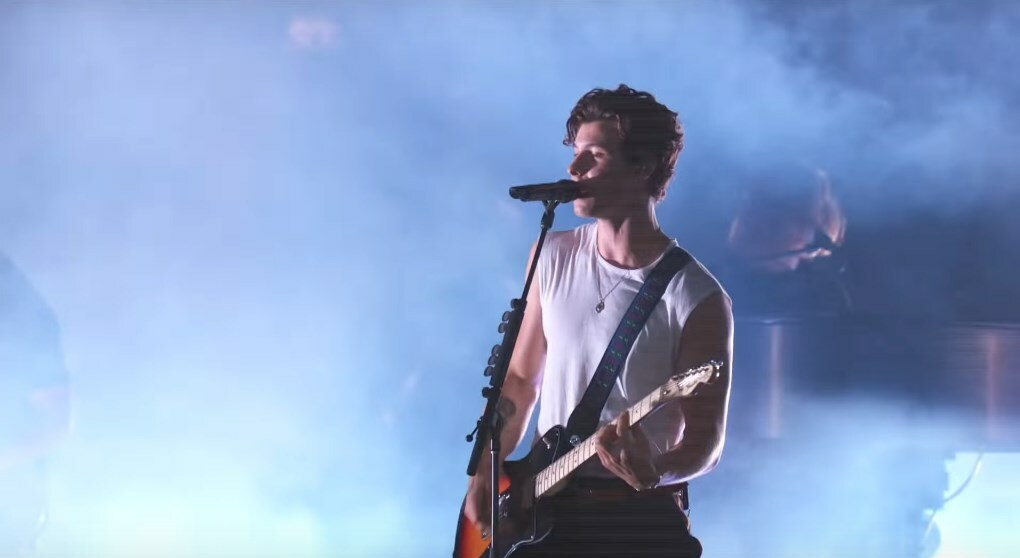
Mendes esegue "In My Blood" agli MTV Video Music Awards 2018

Il 22 e il 23 marzo 2018 ha pubblicato i singoli In My Blood e Lost in Japan. Il 26 aprile dello stesso anno ha rivelato sui suoi account social la copertina e la data di uscita del suo terzo album in studio, il cui titolo sarà Shawn Mendes e che sarà pubblicato il 25 maggio.
Il 3 maggio 2018 viene pubblicato Youth, terzo singolo dell'album, in collaborazione con il cantautore statunitense Khalid. L'8 maggio 2018, Shawn ha annunciato un tour internazionale per la promozione dell'album. Dal 7 marzo 2019, Mendes inizierà il suo tour che lo vedrà esibirsi in due date in Italia. Egli esegue dal vivo i suoi ultimi singoli in occasione di alcune premiazioni musicali, tra cui i MuchMusic Video Awards in Canada il 27 agosto, dove riceve otto nominations e vince quattro premi.
Si esibisce anche in occasione del 92º compleanno della Regina Elisabetta II.
Il 7 dicembre 2018, viene candidato per la vittoria di due Grammy Awards: Song of the Year con In My Blood e Best Pop Vocal Album con il suo terzo album Shawn Mendes. Il 21 giugno 2019 in anteprima su YouTube viene pubblicato il brano Señorita in collaborazione con Camila Cabello.  Il 26 agosto 2019, il singolo raggiunge la posizione numero uno della classifica Billboard Hot 100, nonché in più di altre 30 nazioni. Successivamente, il cantante prende parte al remix di "Lover", singolo di Taylor Swift.

### Wonder(2020-2023)
Il 1º ottobre 2020 ha annunciato il suo nuovo singolo Wonder, pubblicato il giorno seguente, primo estratto dal suo quarto album omonimo in uscita il 4 dicembre dello stesso anno. Il 20 novembre esce Monster, un singolo in collaborazione con Justin Bieber estratto dall'album in uscita a dicembre.
In seguito, viene annunciata l'uscita del documentario In Wonder, pubblicato il 23 novembre sulla piattaforma Netflix. Il film è un viaggio negli ultimi anni di carriera del cantante, e comprende immagini del suo ultimo tour mondiale avvenuto nel 2019.
Il 25 novembre dello stesso anno esce un altro film sempre sulla piattaforma Netflix, intitolato Shawn Mendes: Live in Concert, ovvero un video completo del concerto tenuto al Rogers Centre di Toronto.
Il 5 dicembre 2020 esce la versione Holiday Deluxe dell'album Wonder, contenente due canzoni in più rispetto alla versione standard: The Christmas Song in collaborazione con Camila Cabello, e la versione live di Can't Take My Eyes Off You.
Wonder debutta alla posizione numero 1 della Billboard 200, diventando il suo quarto album ad ottenere tale risultato.
Il 14 luglio 2021 collabora con il cantante colombiano Camilo nel remix della canzone Kesi. Il 20 agosto dello stesso anno pubblica il singolo Summer Of Love, in collaborazione con Tainy. Il 1º dicembre 2021 pubblica il singolo It'll Be Okay. Il 31 marzo 2022 viene pubblicato il singolo When You're Gone. Il 9 giugno 2023 pubblica a sorpresa il singolo WHAT THE HELL ARE WE DYING FOR?, annunciando che una parte del ricavato andrà alla Croce Rossa Canadese, in seguito ai terribili incendi avvenuti nel paese.

### Shawn(2024-in corso)
Dopo aver cancellato il suo Wonder: The World Tour per motivi di salute ed essersi preso una pausa, Mendes fa diverse apparizioni sui palchi di cantanti come Ed Sheeran, Niall Horan e Noah Kahan e, nel marzo 2024, annuncia la sua prima esibizione da solista dopo tanto tempo al Rock in Rio festival il 22 settembre.
Il 31 luglio 2024 annuncia l’uscita del suo quinto album in studio, Shawn, inizialmente prevista per il 18 ottobre e successivamente rimandata all'11 novembre. I primi due singoli estratti, Why Why Why e Isn’t That Enough, escono l’8 agosto.Il 12 settembre, dopo essersi esibito agli MTV Video Music Awards, pubblica il singolo Nobody Knows. Il 1º novembre pubblica il singolo Heart of Gold. L'album debutta alla posizione 26 della Billboard Hot 100, diventando il primo album del cantante a non debuttare in cima alla classifica.
Dall'agosto del 2025 inizia il On The Road Again Tour, con tappe in America e Europa.

## Stile e influenze
Shawn Mendes suona inoltre il pianoforte e la chitarra. Tra le fonti d'ispirazione per la sua carriera musicale ha citato: John Mayer, Ed Sheeran, Justin Bieber e Bruno Mars.
Il 6 giugno 2018, è stato annunciato che Shawn è stato scelto come ambasciatore dell'intera linea di orologi di Emporio Armani per la campagna Autunno/Inverno 2018-2019. Nel luglio 2018, sono state pubblicate le foto della campagna promozionale che ha per protagonista Mendes che indossa gli smartwatches EA Connected. Ha anche preso parte nel 2019 alla campagna primaverile per il marchio di intimo e jeans Calvin Klein insieme ad altre celebrità come Noah Centineo, Kendall Jenner e A$AP Rocky.

## Vita privata
Mendes è stato aperto sulle sue lotte contro l'ansia, che ha rivelato pubblicamente attraverso In My Blood, una traccia del suo terzo album in studio. Ha dichiarato di essere stato sottoposto a terapia per aiutarlo ad affrontare le condizioni di salute mentale. Ha avuto una relazione con la cantante Camila Cabello da luglio 2019 a novembre 2021. Nell'aprile del 2023, durante il Festival di Coachella 2023 si è reso noto che i due sono tornati insieme, ma la relazione è giunta nuovamente al termine nel giugno dello stesso anno.

## Discografia
- 2015 – Handwritten
- 2016 – Illuminate
- 2018 – Shawn Mendes
- 2020 – Wonder
- 2024 – Shawn

## Filmografia

### Attore
- The 100 – serie TV, episodio 3x01 (2016)

### Doppiatore
- Goool!, regia di Juan José Campanella (2013)
- Il talento di Mr. Crocodile (Lyle, Lyle, Crocodile), regia di Will Speck e Josh Gordon (2022)

### Documentari
- Shawn Mendes: In Wonder (2020)
- Shawn Mendes: Live In Concert (2020)

## Tournée
- 2014/15 – ShawnsFirstHeadlines
- 2016 – Shawn Mendes World Tour
- 2017 – Illuminate World Tour
- 2019 – Shawn Mendes: The Tour
- 2022 – Wonder: the World Tour
- 2025 – On The Road Again Tour

## Riconoscimenti
American Music Award
- 2016 - Nomination - Nuovo Artista dell'anno
- 2017 - Vinto - Artista Adult Contemporary Preferito

APRA Music Awards
- 2018 - Nomination - Miglior Lavoro Internazionale dell'anno

ARIA Music Awards
- 2017 - Nomination - Miglior Artista Internazionale

BBC Radio 1 Teen's Awards
- 2016 - Vinto - Miglior Singolo per Stitches
- 2016 - Vinto - Miglior Artista Internazionale
- 2017 - Nomination - Miglior Artista Internazionale
- 2018[48] - Vinto - Miglior Artista Internazionale Solo

Billboard Music Awards
- 2017 - Nomination all'Artista dell'anno
- 2017 - Nomination all'Artista maschile dell'anno
- 2017 - Nomination all'Artista Social dell'anno
- 2018 - Nomination all'Artista Social dell'anno

Billboard Live Music Awards
- 2017 - Nomination - Breakthrough Artist
- 2018 - Vinto - Artista dell'anno

BMI Awards
- 2017 - Vinto - Award Winning Songs per Treat You Better
- 2018 - Vinto - Award Winning Songs per Mercy
- 2018 - Vinto - Award Winning Songs per There's Nothing Holdin' Me Back

Bravo Otto
- 2017 - Vinto - Super Male Singer

BreakTudo Awards
- 2017[50] - Vinto - Artista Maschile Internazionale
- 2018[51][52] - Vinto - Artista Maschile Internazionale
- 2018 - Nomination - Miglior Fandom

BRIT Awards
- 2018[53] - Nomination - Miglior Artista Maschile Internazionale

Canadian Radio Music Awards
- 2015[54] - Nomination - Miglior Nuovo Gruppo o Artista Solo
- 2016 - Nomination- Canzone dell'anno per Something Big
- 2016 - Nomination - Canzone dell'anno per Stitches
- 2016 - Nomination - Scelta dei Fan
- 2016[55] - Vinto - Chart Topper Award
- 2017[56] - Nomination - Scelta dei Fan
- 2017 - Nomination - Canzone dell'anno per Treat You Better
- 2018 - Nomination - Scelta dei Fan

Echo Awards
- 2017 - Nomination - Miglior Artista Internazionale Pop/Rock

GAFFA Awards
- 2019 - Nomination - Miglior Artista Solo Internazionale
- 2019 - Nomination - Miglior Album Internazionale dell'anno per Shawn Mendes

Gaon Chart Awards
- 2017 - Vinto - Miglior Rising Star Internazionale dell'anno

Global Awards
- 2018 - Nomination - Miglior Canzone per There's Nothing Holdin' Me Back
- 2018[57] - Vinto - Miglior Artista Maschile
- 2018 - Nomination - Best Pop
- 2018 - Nomination - Mass Appeal Award
- 2019 - Nomination - Miglior Canzone per In My Blood
- 2019 - Nomination - Miglior Artista Maschile
- 2019 - Nomination - Best Pop

Grammy Awards
- 2019 - Nomination - Canzone dell'anno per In My Blood
- 2019 - Nomination - Miglior Album Pop Vocale per Shawn Mendes

iHeartRadio Much Music Awards
- 2015 - Nomination - Best Pop Video per Something Big
- 2015 - Vinto - Fan Fave Video per Something Big
- 2015 - Nomination - Fan Fave Artista o Gruppo
- 2015 - Nomination - Most Buzzworthy Canadian
- 2016 - Nomination - Video dell'anno per I Know What You Did Last Summer
- 2016 - Vinto Best Pop Video per I Know What You Did Last Summer
- 2016 - Vinto Fan Fave Video per I Know What You Did Last Summer
- 2016 - Nomination - Most Buzzworthy Canadian
- 2016 - Nomination - Fan Fave Artista o Gruppo
- 2016 - Nomination - iHeartRadio Canadian Singolo dell'anno per Stitches
- 2017 - Nomination - Video dell'anno
- 2017 - Vinto - Best Pop Video
- 2017 - Nomination - Most Buzzworthy Canadian
- 2017 - Nomination - Fan Fave Artista o Gruppo
- 2018 - Vinto - Best Pop Artista o Gruppo
- 2018 - Vinto - Artista dell'anno
- 2018 - Nomination - Miglior Regista per In My Blood
- 2018 - Nomination - Miglior Collaborazione per Youth (con Khalid)
- 2018 - Vinto - Fan Fave Artista
- 2018 - Nomination - Video dell'anno per In My Blood
- 2018 - Vinto - Fan Fave Video per In My Blood
- 2018 - Nomination - Fan Fave Singolo per In My Blood

Japan Gold Disc Award
- 2018 - Vinto - 3 Nuovi Migliori Artisti Internazionali

Juno Awards
- 2015 - Nomination all'Artista rivelazione dell'anno
- 2016 - Nomination all'Artista dell'anno
- 2016 - Nomination alla Scelta dei fan
- 2016 - Nomination all'Album dell'anno per Handwritten
- 2016 - Nomination all'Album pop dell'anno per Handwritten
- 2017 - Nomination all'Artista dell'anno
- 2017 - Scelta dei fan
- 2017 - Nomination all'Album dell'anno per Illuminate
- 2017 - Nomination all'Album pop dell'anno per Illuminate
- 2017 - Nomination al Singolo dell'anno per Treat You Better
- 2018[59] - Vinto - Scelta dei Fan
- 2018 - Vinto - Singolo dell'anno per There's Nothing Holdin' Me Back
- 2019[60] - Nomination alla Scelta dei Fan
- 2019 - Vinto - Artista dell'anno
- 2019 - Vinto - Cantautore dell'anno
- 2019 - Vinto - Album dell'anno per Shawn Mendes
- 2019 - Vinto - Pop Album dell'anno per Shawn Mendes
- 2019 - Vinto - Singolo dell'anno per In My Blood

MTV Europe Music Awards
- 2015[61]  - Miglior artista rivelazione
- 2015 - Miglior artista Push
- 2015 - Nomination al miglior artista canadese
- 2016[62] - Miglior artista maschile
- 2016 - Nomination al miglior artista pop
- 2016 - Nomination al Biggest Fans
- 2016 - Nomination al miglior artista canadese
- 2016 - Miglior artista mondiale canadese
- 2017[63] - Miglior artista
- 2017 - Nomination al miglior artista pop
- 2017 - Biggest Fans
- 2017 - Miglior artista canadese
- 2017 - Miglior canzone per There's Nothing Holdin' Me Back
- 2018[64] - Nomination - Best Pop
- 2018 - Vinto - Best Live
- 2018 - Nomination - Biggest Fandom
- 2018 - Vinto - Miglior Artista Canadese

MTV Video Music Awards
- 2017[66] - Nomination - Miglior video pop per Treat You Better
- 2017 - Nomination - Canzone dell'estate per There's Nothing Holdin' Me Back
- 2018[67] - Nomination - 'Miglior video pop per In My Blood
- 2018 - Nomination - Miglior fotografia per In My Blood
- 2018 - Nomination - Miglior regia per In My Blood

MTV Video Music Awards Japan
- 2017[68] - Vinto - Miglior Video di un Nuovo Artista (Internazionale) per Treat You Better
- 2018 - Vinto - Miglior Video Maschile (Internazionale) per In My Blood
- 2018 - Nomination - Video dell'anno per In My Blood

MuchMusic Video Award
- 2015 - Nomination al Video pop dell'anno per Something Big
- 2015 - Video preferito dai fan per Something Big
- 2015 - Nomination all'Artista o Gruppo preferito dai fan
- 2016 - Nomination al Video dell'anno per I Know What You Did Last Summer
- 2016 - Video pop dell'anno per I Know What You Did Last Summer
- 2016 - Video preferito dai fan per I Know What You Did Last Summer
- 2016 - Nomination all'Artista o Gruppo preferito dai fan
- 2016 - Nomination al Singolo iHeartRadio canadese dell'anno per Stitches
- 2017 - Nomination al Video dell'anno per Mercy
- 2017 - Video pop dell'anno per Mercy
- 2017 - Nomination all'Artista o Gruppo preferito dai fan

Nickelodeon Kids' Choice Awards
- 2016[69]- Vinto - Nuovo Artista Preferito
- 2017 - Vinto - Artista Maschile Preferito
- 2018 - Vinto - Artista Maschile Preferito
- 2019 - Vinto - Artista Maschile Preferito

E! People's Choice Awards
- 2016 - Artista emergente preferito
- 2017 - Nomination all'Artista maschile preferito
- 2018 - L'artista maschile del 2018
- 2018 - Nomination al The Most Hype Worthy Canadian
- 2018 - Nomination all'album del 2018 per Shawn Mendes
- 2018 - Nomination alla canzone del 2018 per In My Blood

Radio Disney Music Awards
- 2015 - Nomination - Miglior Nuovo Artista
- 2015 - Nomination - Miglior Artista Maschile
- 2016][70] - Nomination - Canzone dell'anno per Stitches
- 2016 - Nomination - Best Breakup Song per Stitches
- 2017[71] - Nomination - Miglior Artista Maschile
- 2017 - Nomination - Fiercest Fans
- 2017 - Vinto - Canzone dell'anno per Treat You Better
- 2018[72] - Vinto - Miglior Artista
- 2018 - Nomination - Fiercest Fans
- 2018 - Nomination - Canzone dell'anno per There's Nothing Holdin' Me Back

Teen Choice Awards
- 2014 - Nomination - Choice Viner
- 2014 - Nomination - Star Maschile del web
- 2014 - Vittoria - Star musicale del web
- 2015 - Vittoria - Star musicale del web
- 2015 - Nomination - Artista maschile
- 2015 - Nomination - Star musicale maschile dell'estate
- 2015 - Nomination - Brano di un artista maschile per Stitches
- 2015 - Nomination - Brano da un film o uno show TV per Believe
- 2016 - Nomination - Artista maschile
- 2016 - Nomination - Star musicale maschile dell'estate
- 2016 - Nomination - Brano di breakup per I Know What You Did Last Summer
- 2016 - Nomination - Tour dell'estate per Shawn Mendes World Tour
- 2017 - Nomination - Artista maschile
- 2017 - Vittoria - Artista maschile dell'estate
- 2017 - Vittoria - Uomo più sexy
- 2017 - Nomination - Tour dell'estate per Illuminate World Tour
- 2018[73] - Nomination - Artista Maschile
- 2018 - Vittoria - Artista maschile dell'estate
- 2018 - Nomination - Uomo più sexy
- 2018 - Vittoria - Canzone Pop